# Gampong Baro (Julok)
Gampong Baro is een bestuurslaag in het regentschap Aceh Timur van de provincie Atjeh, Indonesië. Gampong Baro telt 791 inwoners (volkstelling 2010).